# 1771 en science
| Années de la science : 1768 - 1769 - 1770 - 1771 - 1772 - 1773 - 1774    |
| Décennies de la science : 1740 - 1750 - 1760 - 1770 - 1780 - 1790 - 1800 |

Cet article présente les faits marquants de l'année 1771 en science.

## Évènements

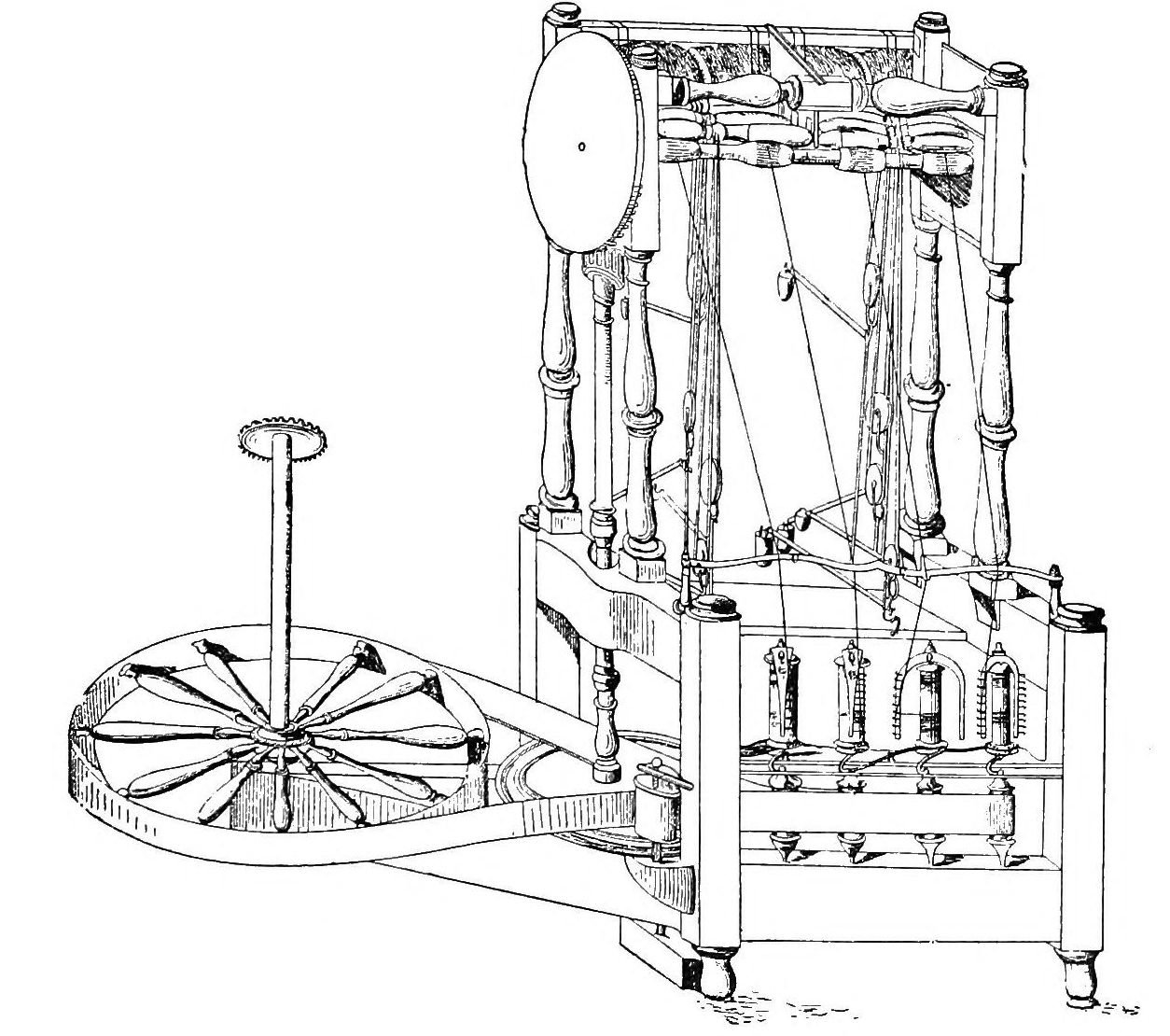
Le water frame. Illustration de 1922.

- 18 février : l'astronome français Charles Messier présente à l'Académie des sciences le premier catalogue des nébuleuses et amas stellaires[1].

- 11 juin : découverte à Podmokoly, en Bohême, d’un chaudron de bronze rempli de trente kilos de monnaies et d’un torque en or d’origine celtique[2]. Les érudits européens se passionnent pour la civilisation celte[3].

- 1er août : Richard Arkwright loue un terrain à Cromford (Derbyshire) où il fait construire la première filature à eau du monde, le water frame[4]. Il construit à proximité des maisons pour ses ouvriers, une école, une chapelle et une auberge (1777).

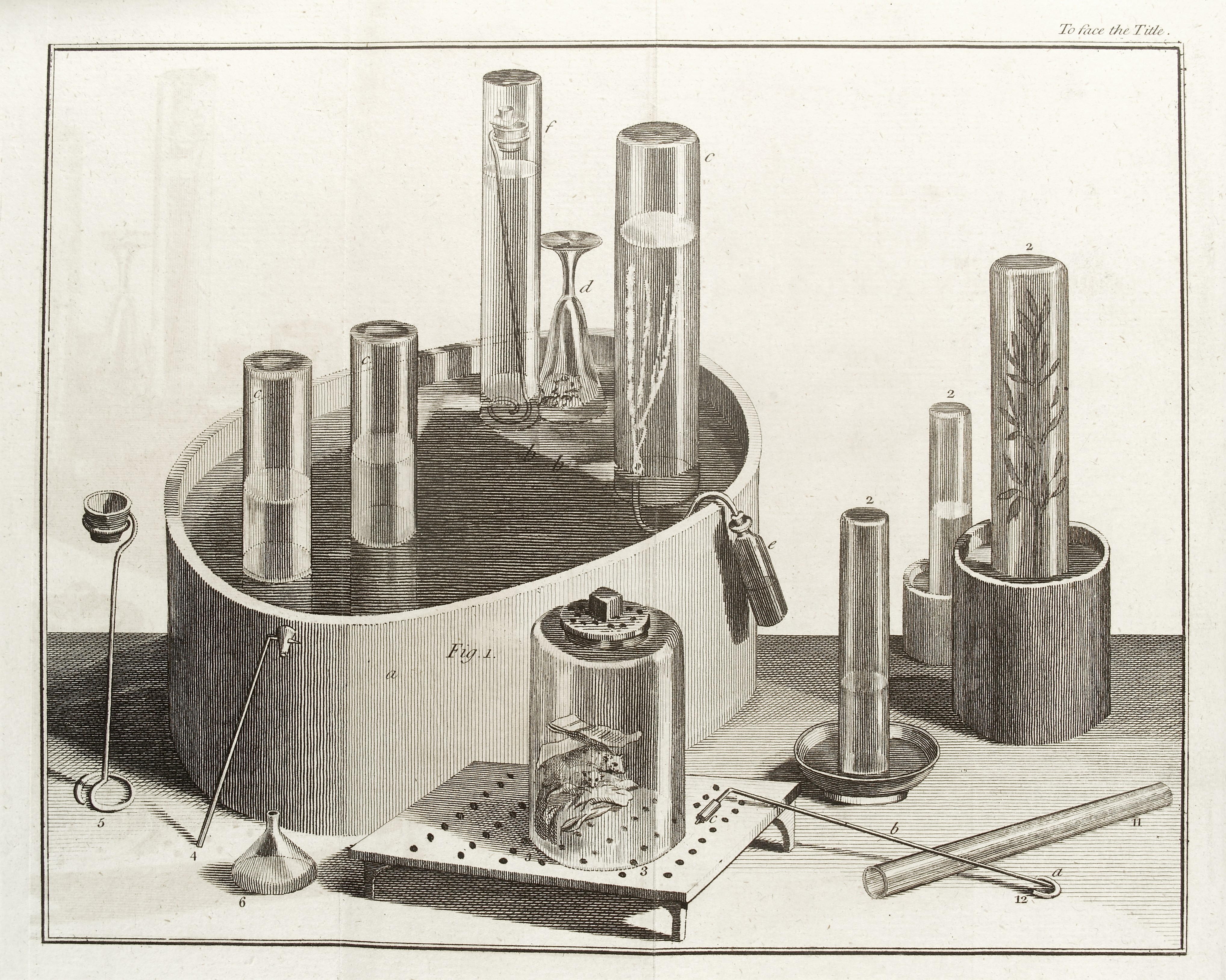
Instruments utilisés par Joseph Priestley pour mesurer la purification de l'air par un pied de menthe. J. Priestley, Expériences et observations sur différentes espèces d'air, 1775

- 17 août : première ascension recensée du Ben Nevis par James Robertson, un botaniste d'Édimbourg, qui se trouve dans la région afin de collecter des spécimens de plantes[5].
- 17-27 août : Joseph Priestley, étudiant le gaz carbonique, découvre que la respiration des végétaux (menthe) rétablit la pureté de l'air qui a été « vicié » par la combustion d'une bougie[6].
- 31 août : Gaspard Monge présente à l'Académie des sciences un Mémoire sur les développées, les rayons de courbure, et les différents genres d'inflexions des courbes à double courbure[7]. Il y développe la géométrie différentielle[8].
- Août : la peste bubonique se répand à Moscou ; émeute le 27 septembre (16 septembre du calendrier julien)[9].

- Le pharmacien suédois Carl Wilhelm Scheele découvre vers 1771 que l'oxyde de manganèse porté à incandescence libère un gaz qu'il appelle « air du feu », l'oxygène[10].

## Prix
- Médailles de la Royal Society
  - Médaille Copley : Matthew Raper

## Publications
- Louis-Antoine de Bougainville : Voyage autour du monde.
- William Brownrigg : Considerations on the means of pestilential contagion, and of eradicating it in infected places, Londres, Davis Lockyer, 1771. Le médecin britannique publie ses recherches sur la propagation des épidémies de typhus.
- Joseph-Louis Lagrange : Réflexions sur la résolution algébrique des équations, référence incontournable pour tous les mathématiciens du début du XIXe siècle travaillant sur les équations algébriques.
- Simon-Nicolas-Henri Linguet : Réponse aux docteurs modernes, ou apologie pour l'auteur de la théorie des lois, et des lettres sur cette théorie, avec la réfutation du système des philosophes économistes, sévère critique des économistes, des physiocrates en particulier. Il dénonce les conséquences sociales des réformes libérales.
- Peter Simon Pallas : Reise durch verschiedene Provinzen des Russischen Reichs (Voyages dans plusieurs provinces de l'empire de Russie), Saint-Pétersbourg, 1771—1801.
- William Smellie : Encyclopædia Britannica (1768-1771). Elle connaît quatre éditions successives entre 1771 et 1815.
- Alexandre Vandermonde : Mémoire sur la résolution des équations.
- Arthur Young : The Farmer's Tour through the East of England.

## Naissances

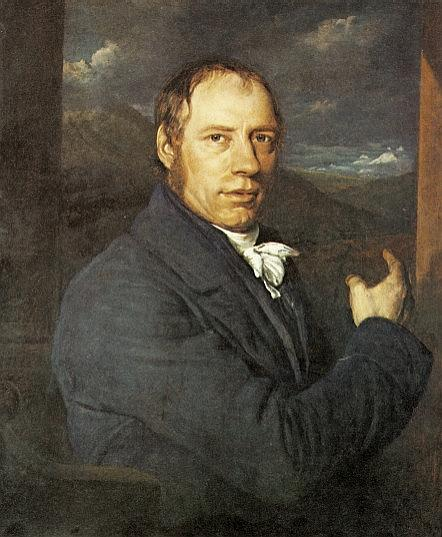
Richard Trevithick

- 5 mars : Wilhelm Daniel Joseph Koch (mort en 1849), botaniste allemand.
- 10 mars : Georg Friedrich Creuzer (mort en 1858), archéologue et philologue allemand.
- 13 avril : Richard Trevithick (mort en 1833), ingénieur et inventeur. Il a travaillé sur les machines à vapeur.
- 6 mai : Matthias Joseph Anker (mort en 1843), géologue et minéralogiste autrichien[11].
- 19 juin : Joseph Diaz Gergonne (mort en 1859), mathématicien français.
- 24 juin : Éleuthère Irénée du Pont de Nemours (mort en 1834), chimiste et industriel américain.
- 27 juin : Philipp Emanuel von Fellenberg (mort en 1844), pédagogue et agronome suisse.
- 14 juillet : Karl Asmund Rudolphi (mort en 1832), zoologiste allemand d’origine suédoise.
- 22 août : Henry Maudslay (mort en 1831), ingénieur anglais.
- 6 novembre : Aloys Senefelder (mort en 1834), inventeur de la lithographie.
- 11 novembre : Stephen Elliott (mort en 1830), botaniste américain.
- 8 décembre : Henry de Magneville (mort en 1847), géologue français.
- 25 décembre : Charles Athanase Walckenaer (mort en 1852), naturaliste français.

## Décès

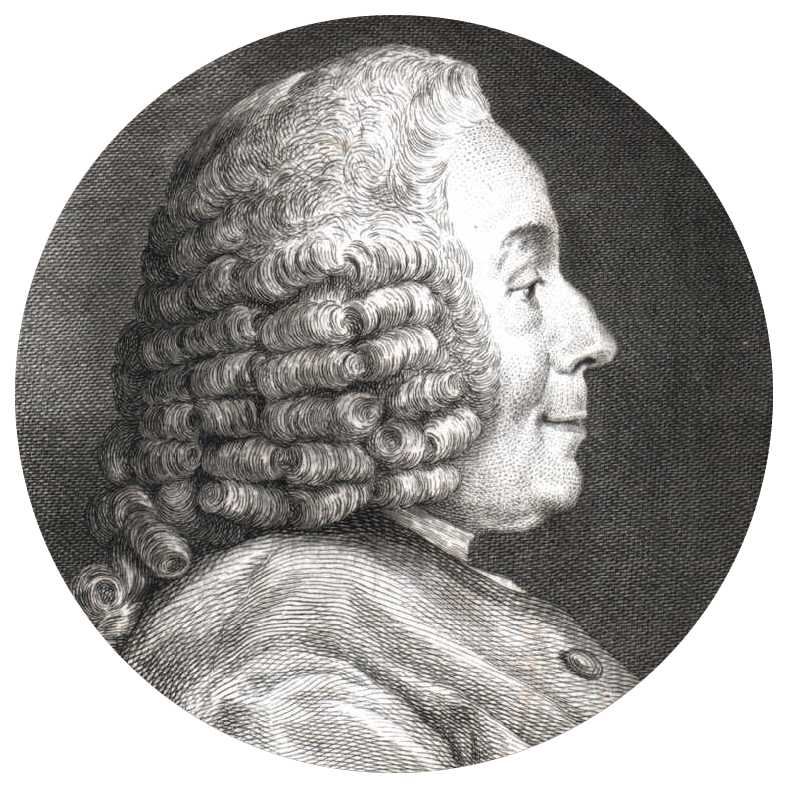
Jean-Jacques Dortous de Mairan

- 29 janvier : Charles Green (né en 1735), astronome anglais.
- 20 février : Jean-Jacques Dortous de Mairan (né en 1678), mathématicien, astronome et géophysicien français.
- 28 février : Robert Benet de Montcarville (né en 1698), mathématicien français.
- 17 mars : Chester Moore Hall (né en 1703), inventeur britannique des lentilles achromatiques.
- 23 juin : Jean-Joseph Rallier des Ourmes (né en 1701), mathématicien français.
- 21 août : Alexis Fontaine des Bertins (né en 1704), mathématicien français.
- 6 novembre : John Bevis (né en 1695), médecin et astronome amateur britannique.
- 5 décembre : Jean-Baptiste Morgagni (né en 1682), médecin italien.
- 18 décembre : Philip Miller (né en 1691), botaniste écossais.
- 27 décembre : Henri Pitot (né en 1695), ingénieur français, inventeur du tube Pitot.